# Rio Butucari
O Rio Butucari é um rio da Romênia afluente do Rio Moreni, localizado no distrito de Bacău.